# Гаврилково (Конаковский район)
Гаври́лково — деревня в Конаковском районе Тверской области. Крупнейший населённый пункт Козловского сельского поселения.
Находится на территории заповедника Завидово (национальный парк).

## География
Расположена в лесистой местности вблизи берега Иваньковского водохранилища в 4 км к западу от посёлка Новозавидовский, в 31 км к юго-западу от Конаково, в 31 км к северо-западу от Клина и в 45 км к юго-востоку от центра Твери.
Через деревню проходит автодорога А-111 (через Новозавидовский) в Козлово и далее в Тургиново. Ближайшая ж.-д. станция Завидово (на линии Москва — Тверь — Санкт-Петербург) находится в посёлке Новозавидовский.

## Население
| 2008 | 2010 |
| ---- | ---- |
| 213  | ↘138 |

## История
Деревня Гаврилково упоминается в клинских писцовых книгах 1624-25 годов: «за вдовою Марьею Степановою женою Кучина да за Степановыми детьми за Афонасием да за Юрьем в вотчине деревня Гаврилково, а в ней крестьян…». Деревня состояла из 2 крестьянских и 3 бобыльских дворов. Вотчина была дана в 1620 году по государевой жалованной грамоте царя Михаила Федоровича «за московское осадное сидение королевича приходу».
27 декабря 1631 года из вотчины вдовы Марьи Кучиной часть деревни Гаврилково и пустоши Тешиловой были отданы в поместье сытнику Никите Михайловичу Дурову, а в 1644 году она стала его вотчиной. В 1678 году эта часть вотчины от Н. М. Дурова перешла к Петру Дмитриевичу Козловскому. В переписной книге 1678 года сообщается: «за Петром Дмитриевым сыном Козловским в деревне Гаврилкове двор крестьянской, людей в нем 5 человек, да двор пустой. А дворовых людей в той деревне за ним, Петром, не написано». В 1688 году владелицей становится Марья Прокофьевна — внучка Никиты Дурова и жена Михаила Голикова. В деревне Гаврилкове ей принадлежало 2 крестьянских двора.
В 1710 году дочь Голиковых Домна была выдана замуж за кречетника Федора Наумовича Микулина. В приданное была дана их вотчина в деревне Гаврилкове и пустоши Тешиловой. В сведениях 1723 года эта часть вотчины значится за стряпчим Сытного дворца Ф. Н. Микулиным. В 1736 году Домна Михайловна Микулина отдала вотчину в приданное за своею дочерью Авдотьею Федоровною, вышедшей замуж за майора Шибаева. В 1765 году вдова Авдотья Федоровна Шибаева продала вотчину своему брату сокольнику Ивану Федоровичу Микулину.
Другою частью деревни Гаврилково с пустошами после вдовы Марьи Кучиной владел ее сын Юрий Степанович Кучин, которого в 1644 году не стало. В 1645 году вотчиной стал владеть его брат Афонасий. В 1656 году вотчина была отдана его детям Ивану, Далмату, Семену и Матвею Кучиным, которые в 1667 году отдали ее в приданное за своею сестрою Анною, вышедшей замуж за Семена Степановича Сологубова. В 1673 году вдова Анна вышла замуж за Савву Филипповича Ротиславского. В 1677 году в деревне Гаврилкове ему принадлежали 3 крестьянские и 2 бобыльские двора и 16 жителей мужского пола. В 1684 году по полюбовному соглашению вотчина вновь была закреплена за Анною, которая в том же году отдала ее своему родному брату Ивану Афонасьевичу Кучину. В 1693 году дети И. А. Кучина продали эту вотчину Якову Петровичу Исакову. В 1704 году жена стряпчего Кормового дворца Я. П. Исакова вдова Татьяна Васильевна продала вотчину в деревне Гаврилкове и в пустоши Тешилове за 420 рублей подьячему Сибирского приказа Антону Васильевичу Богданову. В 1715 году дети Антона Богданова продали эту вотчину за 300 рублей дьяку Марку Петровичу Лосеву. М. П. Лосев скончался в 1759 году, и вотчина оказалась во владении его сына майора Марка Марковича Лосева.
По описанию конца XVIII века деревня принадлежала М. М. Лосеву и И. Ф. Микулину и состояла из 11 дворов и 87 жителей. Крестьяне состояли «на пашне».
В 1852 году владелицами деревни названы: дворянка Анисья Павловна Кириллова, губернская секретарша Александра Павловна Ушакова и капитанша Александра Гавриловна Гросвальд. Деревня имела 14 дворов и 62 жителя. В сведениях 1859 года названо 4 двора и 32 жителя. В 1890 году в Гаврилкове было 227 жителей. В 1913 году деревня насчитывала 52 двора. Кроме этого к деревне Гаврилково относилось имение Тикидониева и 2 хутора — Романова и Захарова.
В начале 1930-х годов был создан колхоз. В 1940 году он носил название «Новый путь».

## Культура
В деревне действует сельский клуб и библиотека.